# Volontaires tibétains pour les animaux
Volontaires tibétains pour les animaux (Tibetan Volunteers for Animals, TVA) est une organisation non gouvernementale à but non lucratif de la diaspora tibétaine, un  mouvement écologiste basé en partie en Inde et au Tibet qui souhaite améliorer la qualité de vie et le traitement des animaux sauvages comme les yacks au Tibet en encourageant les populations locales à devenir végétarienne ou  à restreindre leur consommation de viande.

## Fondation et activité
Avec Tibetans for a Vegetarian Society, et le Mouvement Compassion universelle fondée par Geshe Thupten Phelgye, c'est l'une des 3 associations fondée par de jeunes lamas, avec le soutien du dalaï-lama, visant à promouvoir le végétarisme parmi les Tibétains en exile. 
L'association a été créée en 2002 à Mysore par Rapsel Tsariwa et Jampel Rinzing.
Elle travaille à populariser le régime végétarien, organise des campagnes sur les droits des animaux. Ses membres travaillent principalement dans des camps de réfugiés en Inde et au Népal. A travers des expositions de photographies et des films, contenant souvent des scènes très brutales, elle essaye de persuader le plus grand nombre de spectateurs à s'engager à ne pas manger de viande sous la forme de pétition. Ils en informent le dalaï-lama. 
Le conseil d'administration de TVA comprend, entre autres, Samdhong Rinpoché. 
L'association  a été impliquée dans diverses campagnes d'information depuis 2000.
Certains numéros du magazine de TVA Semchen, en tibétain et en anglais, mettent en lumière les enseignements du Bouddha pour vivre sans consommer de viande.
Le 29 mai 2005, l'association interviewe Chatral Rinpoché au Népal, et publie l'entretien.

## Prix
Le 14 décembre 2005, Rapsel Tsariwa de Volontaires tibétains pour les animaux a reçu un prix Rowell Fund de 2 600 $ pour montrer un film documentaire, une exposition de photos et de la littérature sur le bien-être animal à l'occasion du Kalachakra
Le 9 août 2007, Volontaires tibétains pour les animaux a reçu le prix Shining World Leadership Award à New Delhi en Inde de représentants de Ching Hai, laquelle donne 5 000 $ pour soutenir l'association,.